# Риашу-даз-Алмас
Риашу-даз-Алмас (порт. Riacho das Almas) — муниципалитет в Бразилии, входит в штат Пернамбуку. Составная часть мезорегиона Сельскохозяйственный район штата Пернамбуку. Входит в экономико-статистический микрорегион Вали-ду-Ипожука. Население составляет 18 268 человек на 2005 год. Занимает площадь 313,99 км². Плотность населения — 58,18 чел./км².

## История
Город основан 29 декабря 1953 года.

## Статистика
- Валовой внутренний продукт на 2003 год составляет 41,75 млрд реалов (данные: Бразильский институт географии и статистики).
- Валовой внутренний продукт на душу населения на 2003 год составляет 2285,58 реала (данные: Бразильский институт географии и статистики).

## География
Климат местности: полупустыня.

## Галерея

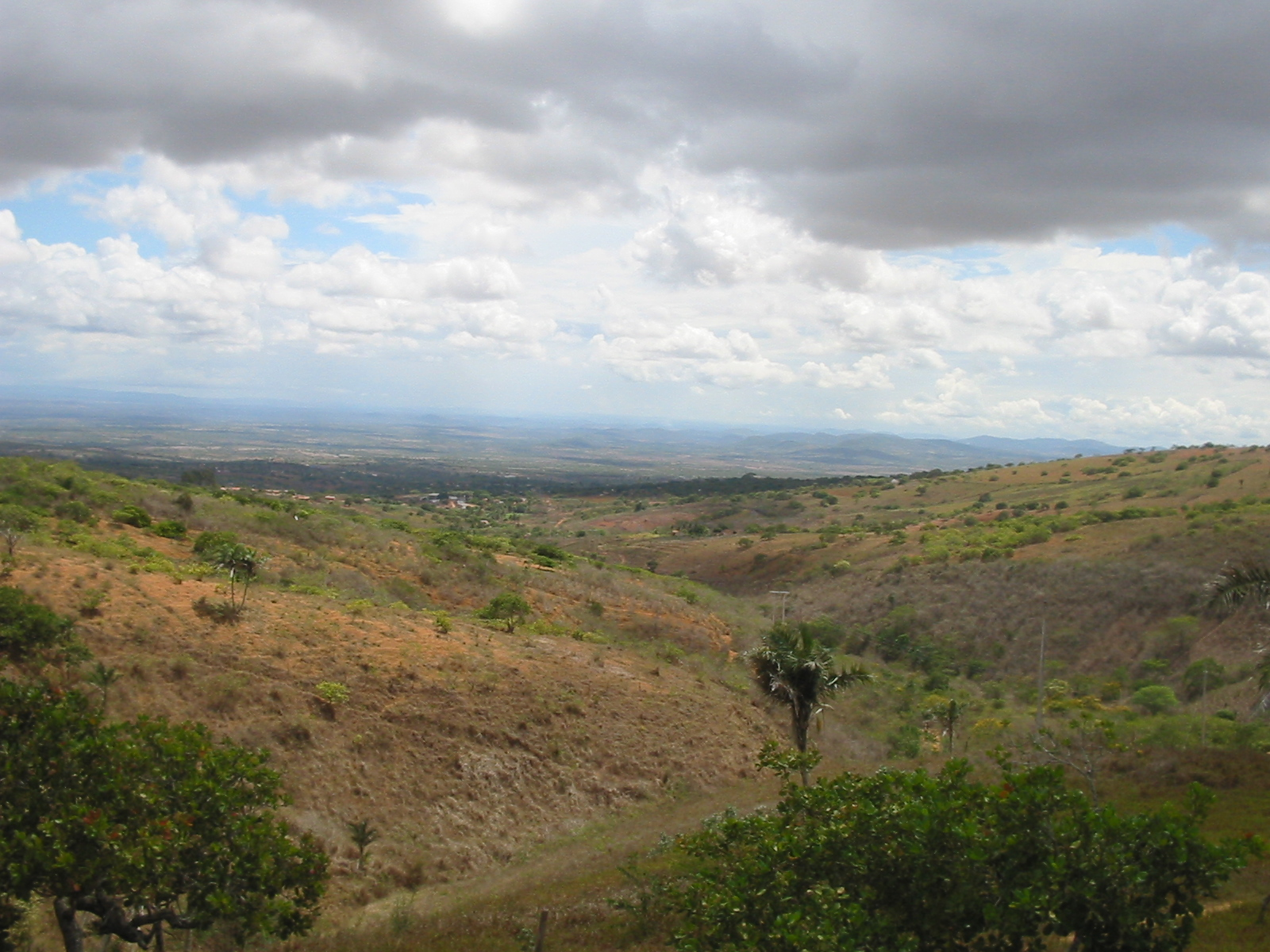
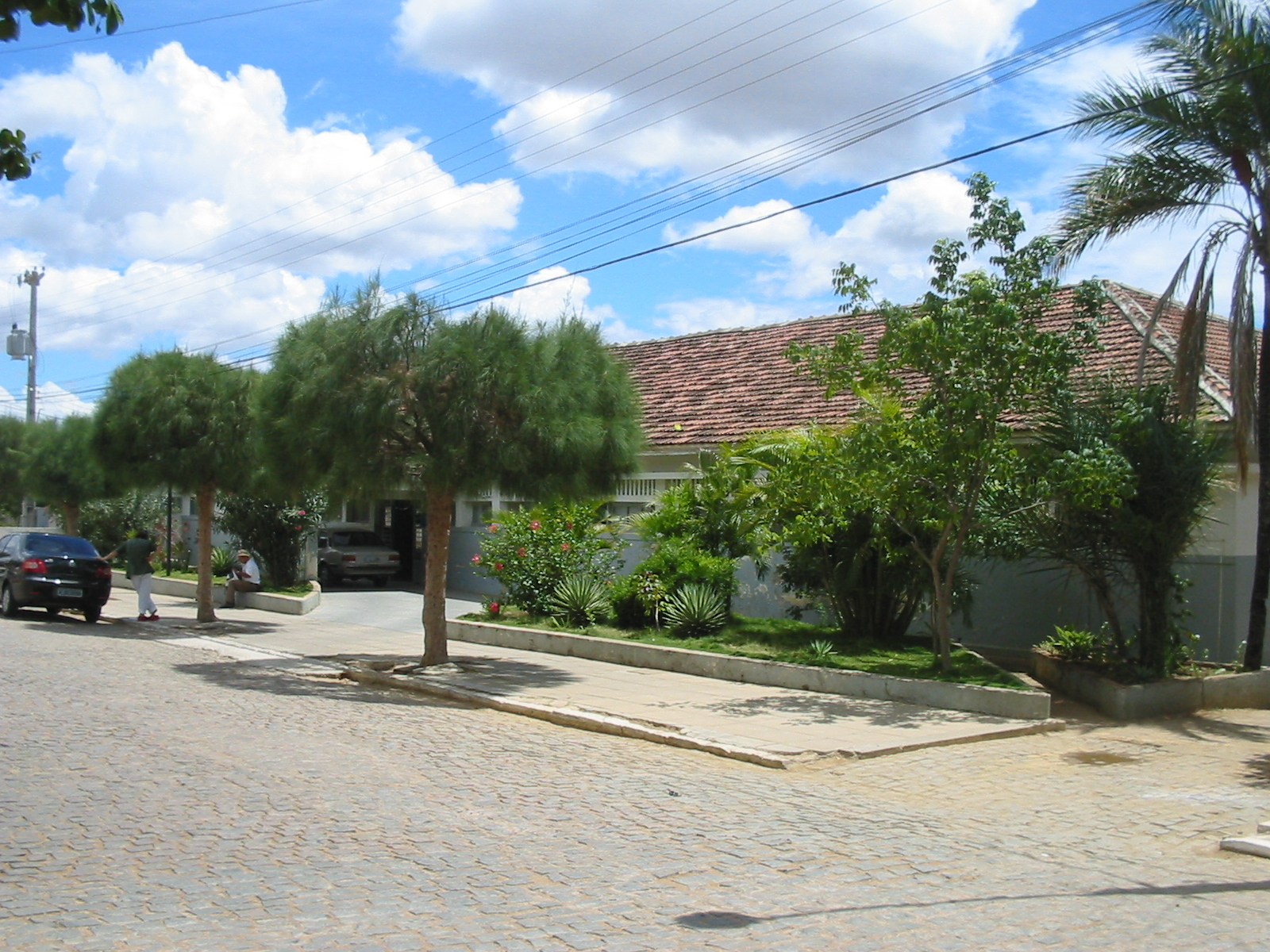
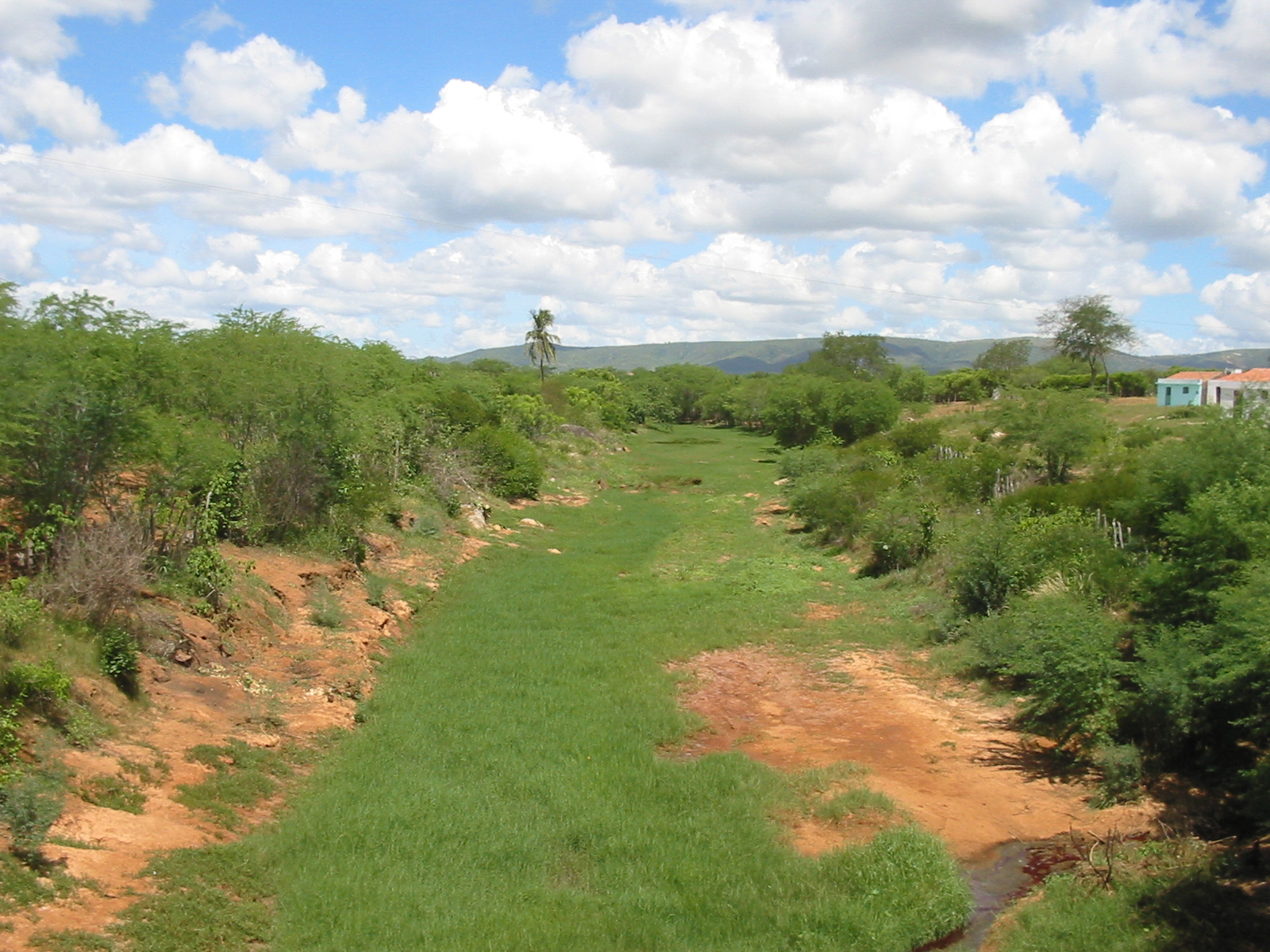
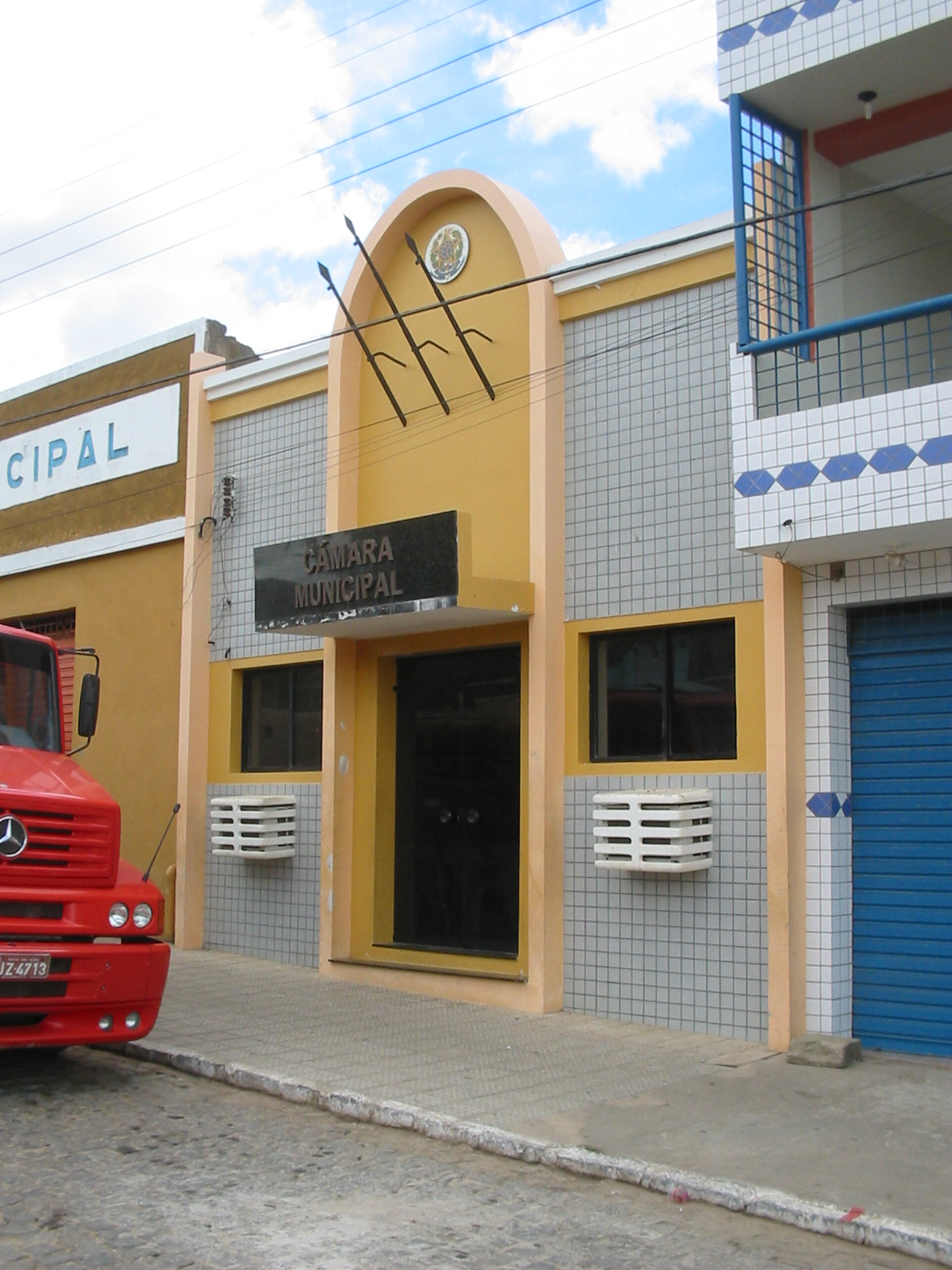
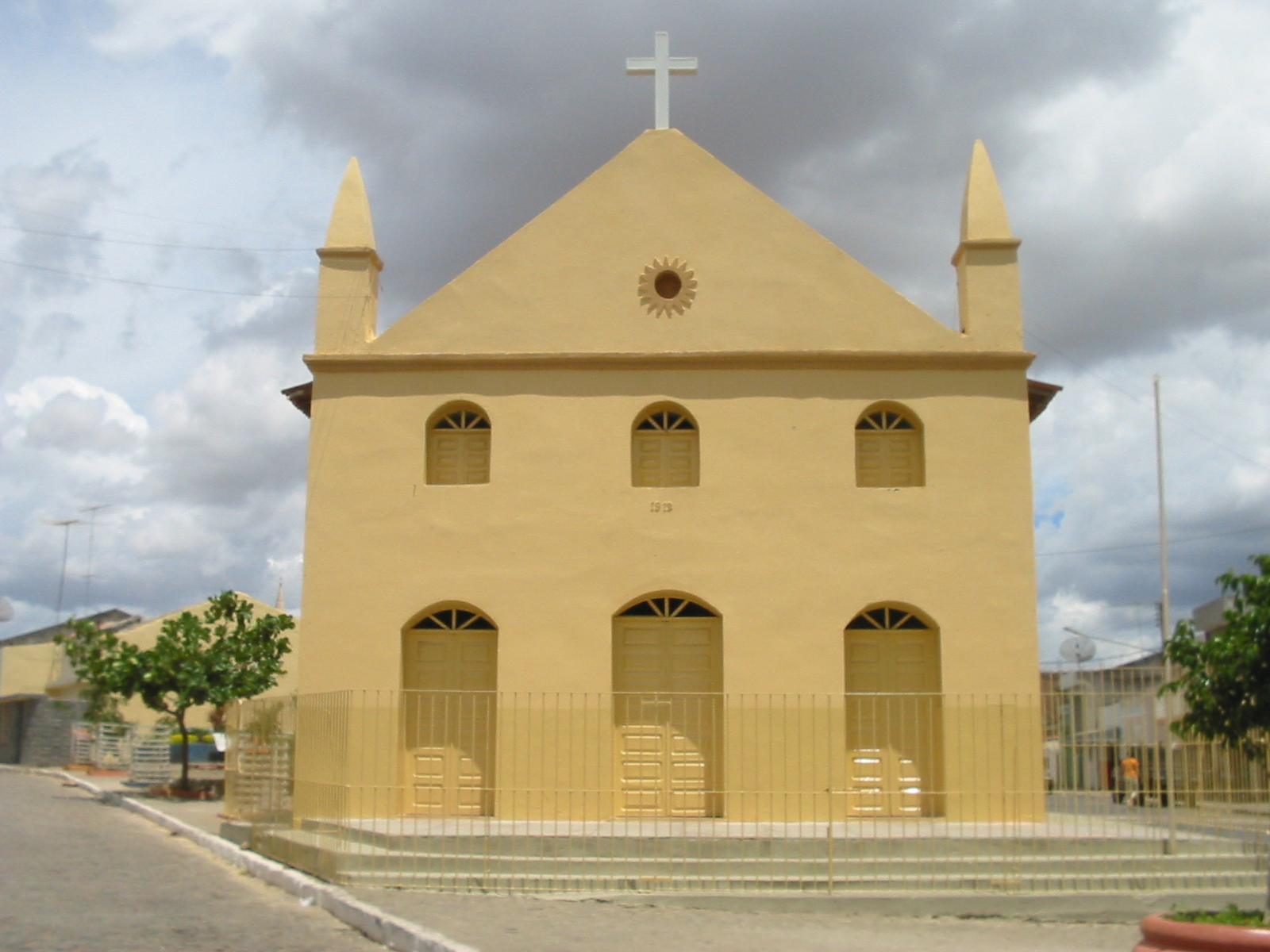
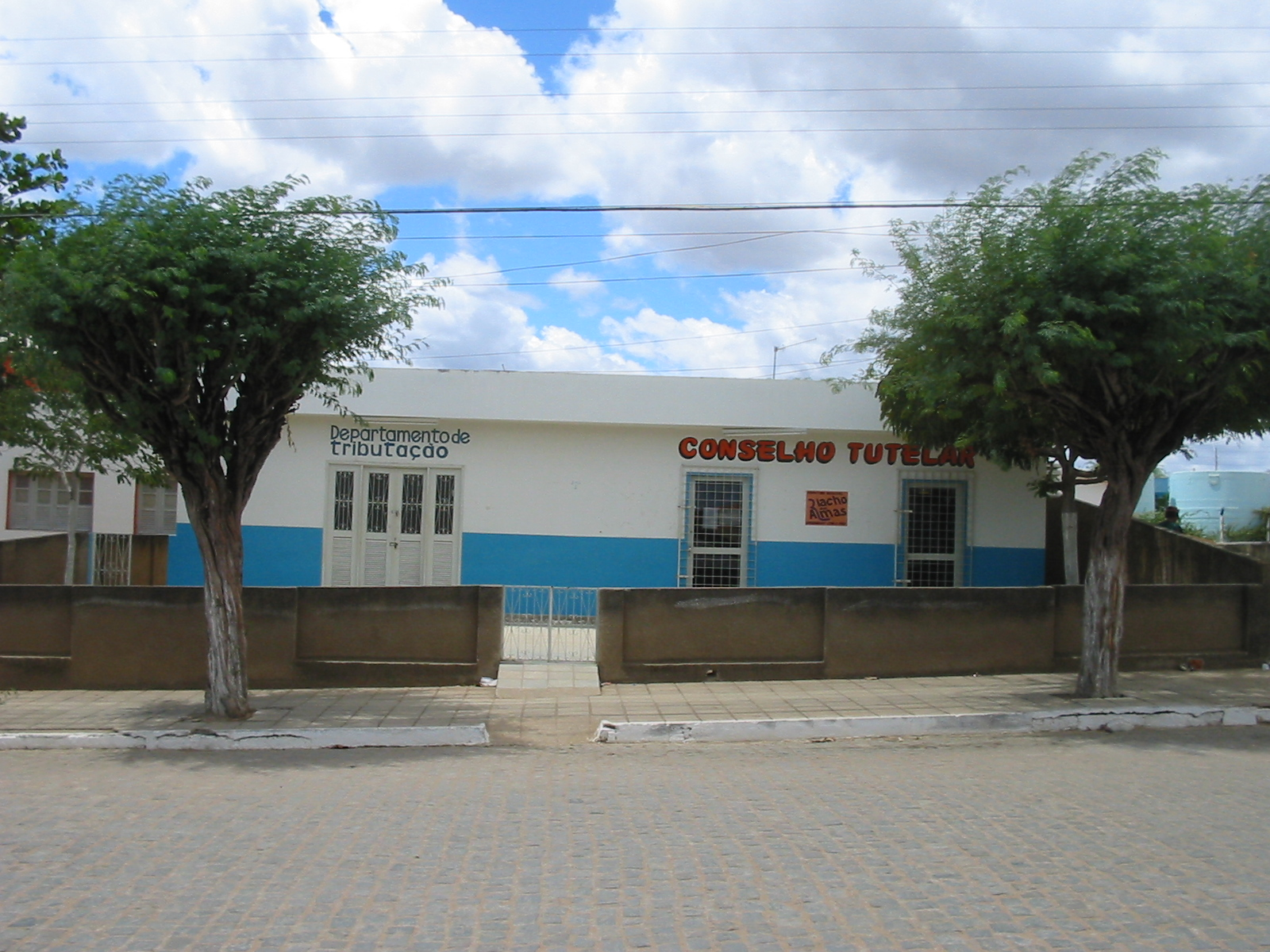
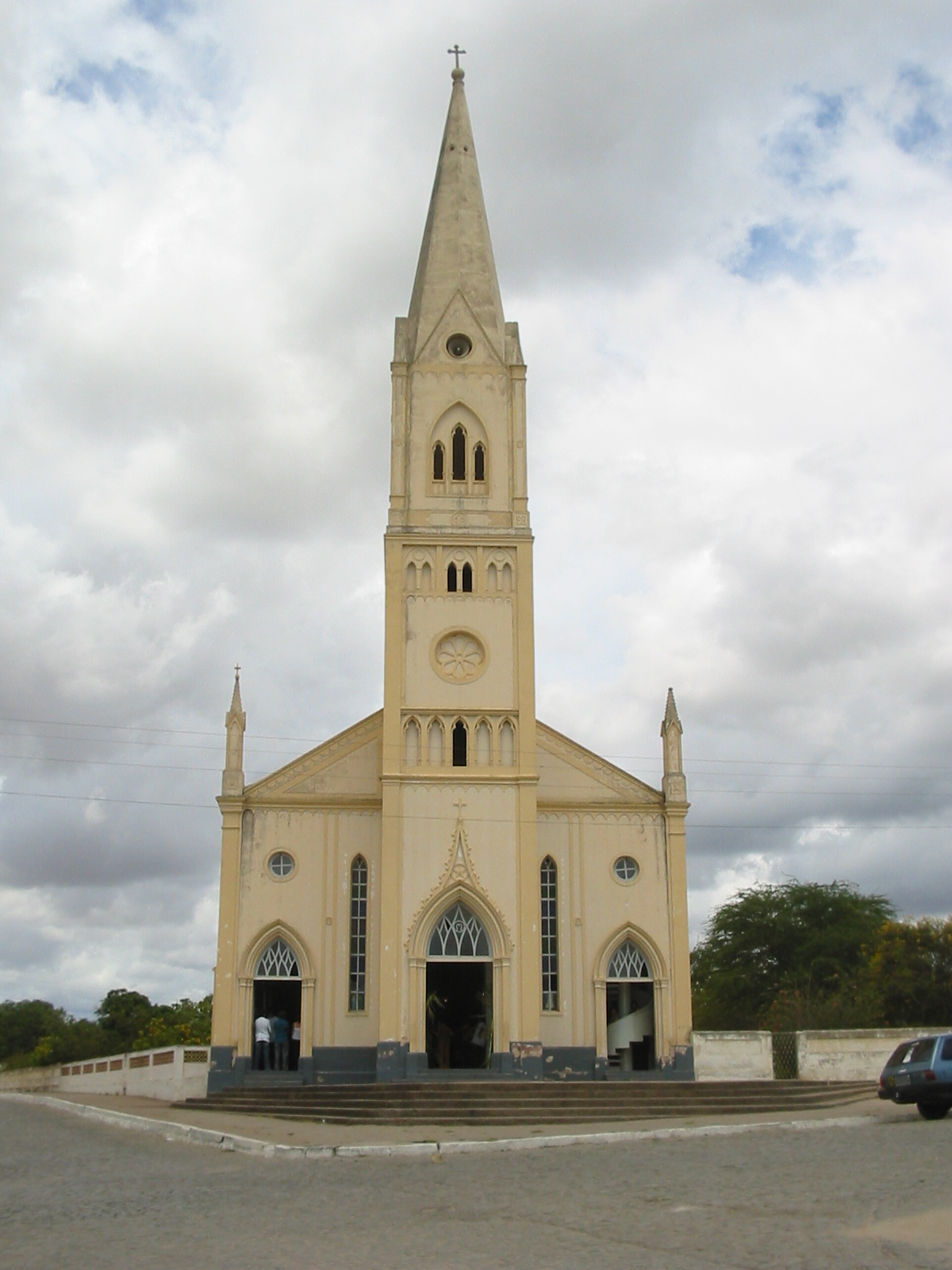
Собор
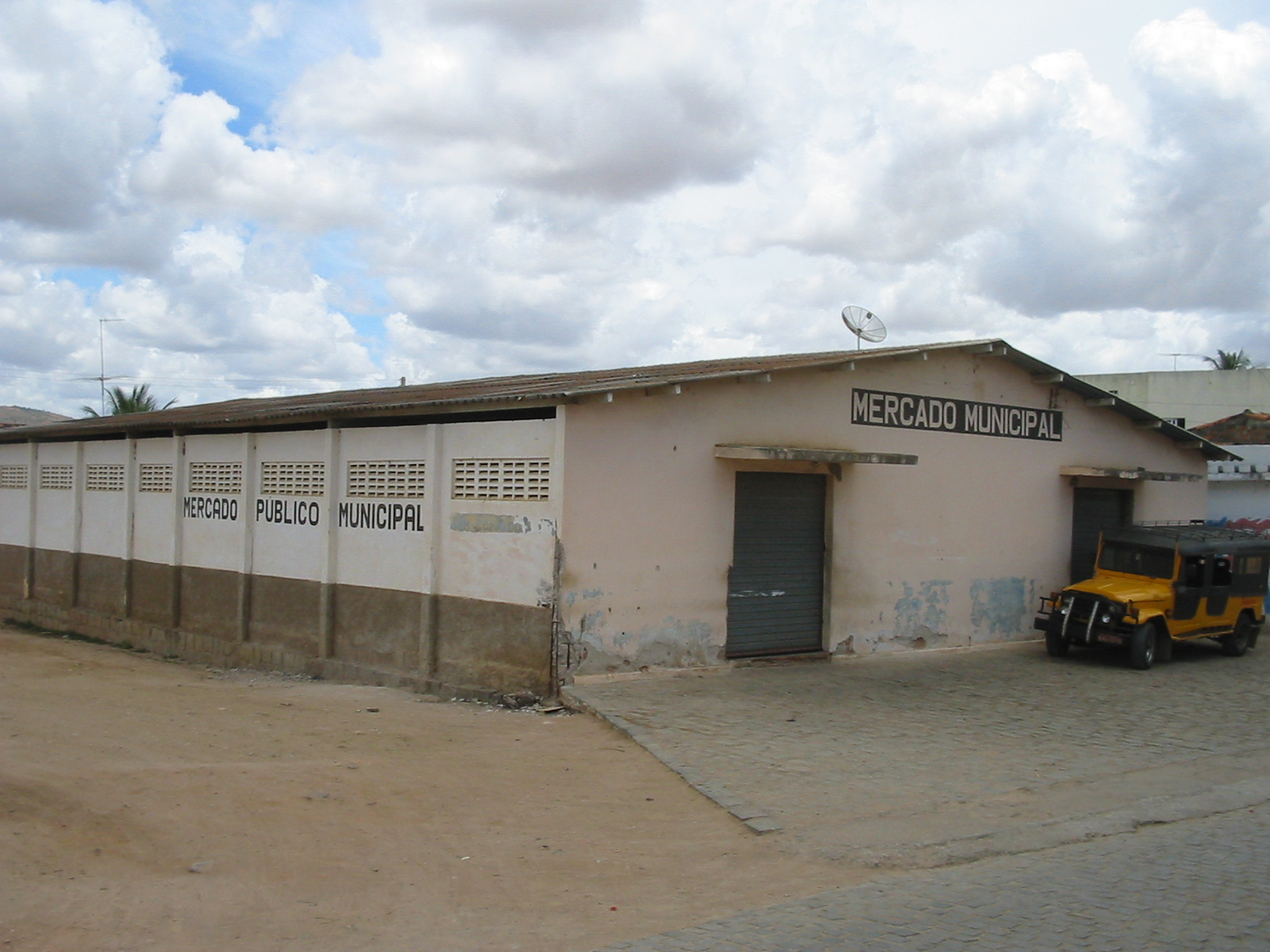
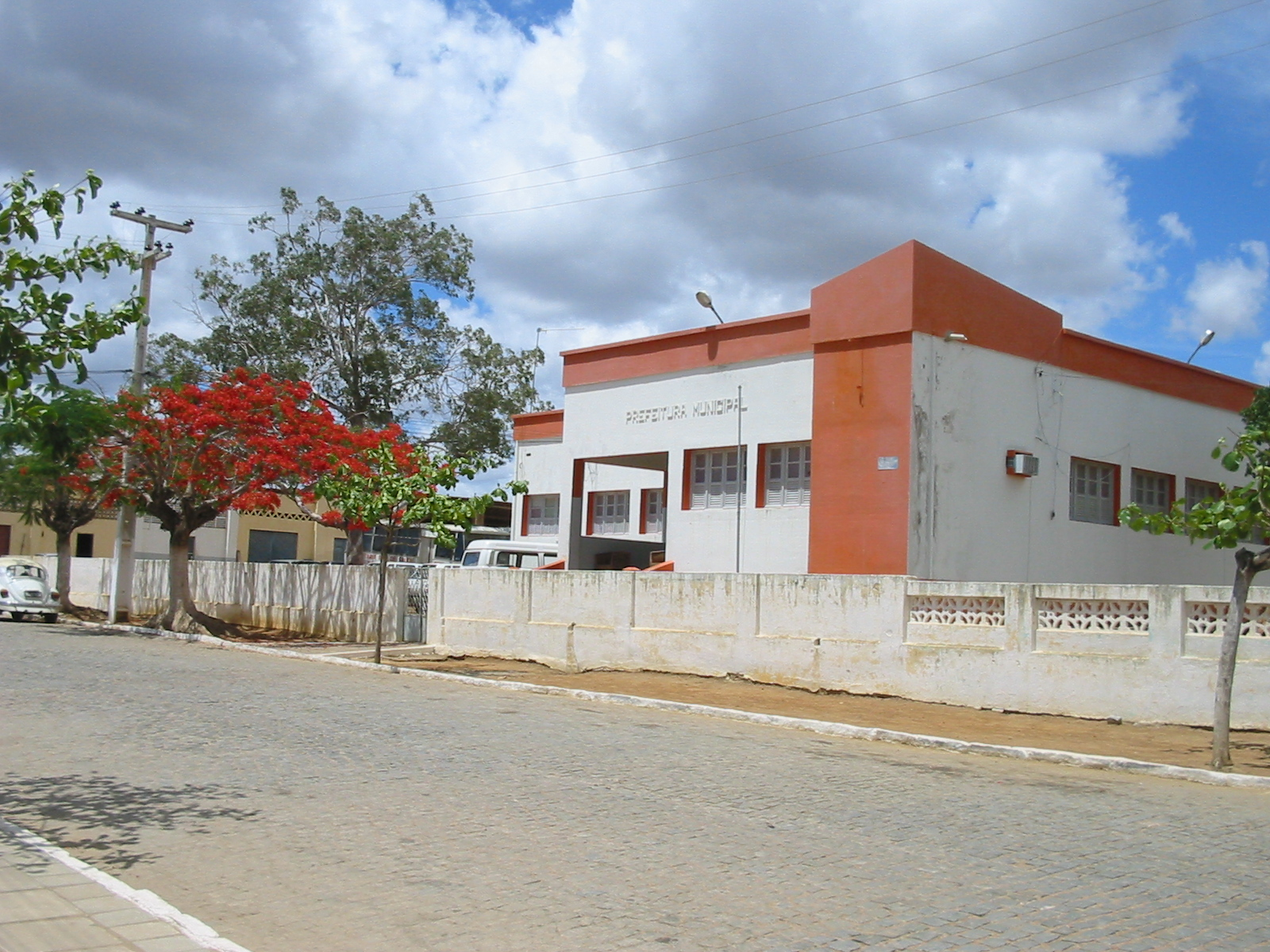
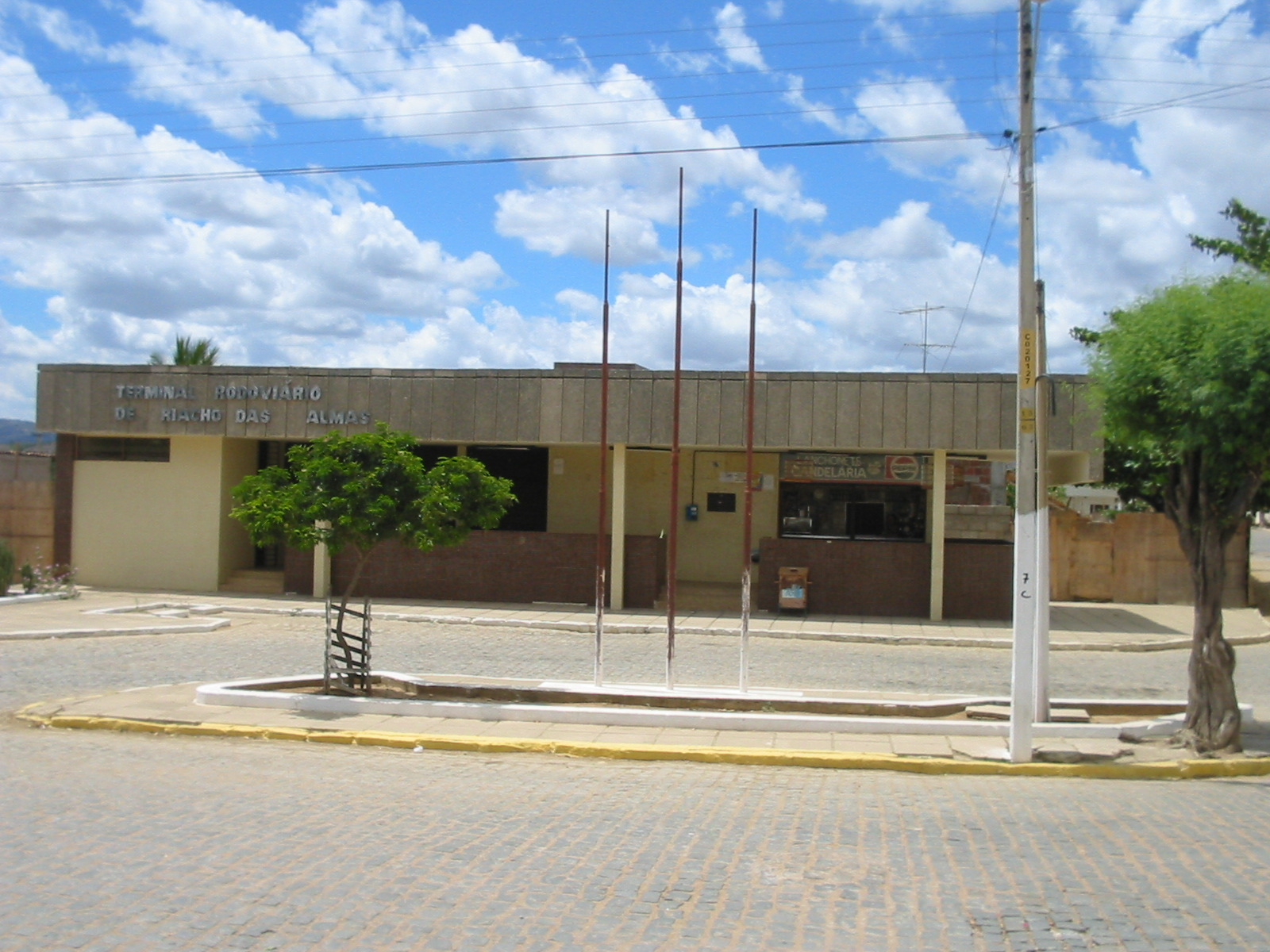